# Andy Diouf
Andy Diouf, född 17 maj 2003 i Neuilly-sur-Seine, är en fransk fotbollsspelare.

## Karriär
Andy Diouf inledde sin seniorkarriär i Rennes B-lag år 2020. Han debuterade i dess A-lag 2021. Sedan 2023 spelar han i Lens. Han har representerat Frankrike på olika ungdomsnivåer sedan 2019. Vid olympiska sommarspelen 2024 i Paris ingick han i det franska laget som tog silver efter att ha förlorat finalen mot Spanien.